# Sidse Babett Knudsen
Sidse Babett Knudsen (Copenhaguen, Dinamarca, 22 de novembre de 1968) és una actriu danesa, coneguda pel seu paper de Birgitte Nyborg a la sèrie Borgen.

## Biografia

### Vida personal
Filla d'un fotògraf i una mestra, va estudiar interpretació a París i Nova York. Durant la seva infància va viure a Tanzània on els seus pares treballaven de voluntaris. És mare d'un fill, Louis Ray Knudsen, nascut el 2004.

### Carrera professional
Del 1987 al 1990, es va formar en interpretació al Teatre de l'Ombre de París on aprofitaria per aprendre francès, llengua que parla de forma fluida, juntament amb l'anglès i la seva llengua inicial, el danès. En tornar a Dinamarca, Knudsen va interpretar papers per al teatre experimental OVINE 302, així com als teatres Betty Nansen i Royal Danish Theatre de Copenhaguen.
El 1997 Knudsen va debutar fent l'actriu principal a la comèdia de Jonas Elmer Let's Get Lost. El guió de la pel·lícula era només un esbós, que requeria que els actors improvisessin els seus papers i diàlegs. Knudsen ha comentat, que ella no es considerava precisament gaire qualificada en la improvisació i va acceptar la peça només perquè creia que seria una comèdia d'estiu lleugera, la pel·lícula, però es va convertir en un gran èxit a Dinamarca i Knudsen va rebre el premi Robert i el premi Bodil a la millor actriu. Els crítics especialitzats van qualificar l'actuació de Knudsen de dominant, i concretament el crític de cinema Kim Skotte de Politiken va considerar que l'actriu havia creat un nou to amb una "capacitat especial per captar la incertesa i la força de la dona moderna".
Després de la seva aparició a Mystery Motello, Knudsen començaria a treballar amb la directora danesa guanyadora d'un Oscar Susanne Bier, el 1999 protagonitzant Den eneste ene on interpretava a Sus, una dona que queda embarassada del seu marit infidel mentre estima a un altre home, que li va permetre tornar a guanyar el premi Robert i el premi Bodil a la millor actriu. Posteriorment, el 2006 va participar en el film nominat a l'Oscar a la millor pel·lícula de parla no anglesa Efter brulluppet (Després de la boda). Entremig d'ambdues, el 2003 va interpretar el paper de Grace en el curt Dogville: The Pilot, del director danès Lars von Trier, personatge protagonista que en el llargmetratge Dogville va recaure en Nicole Kidman.
A finals d'aquesta dècada treballaria amb diferents directors danesos, fins que Adam Price, autor i creador de la sèrie de televisió de drama polític Borgen (2010-2013), la va seleccionar per interpretar el paper de Birgitte Nyborg Christensen, la primera ministra danesa que en la ficció es va anticipar de forma premonitòria en el que va suposar l'elecció de la primera dona primera ministra de Dinamarca, la socialdemòcrata Helle Thorning-Schmidt el 2011. Aquesta interpretació va suposar una important projecció internacional per a l'actriu.
Un cop acabat el seu paper de Birgitte Nyborg, Knudsen ha rodat a França on va ser guardonada amb el César a la millor actriu secundària per El Jutge (2005) del guionista i director francès Christian Vincent, al costat de Fabrice Luchini. i La Fille de Brest, dirigit per Emmanuelle Bercot (2016), film que va inaugurar la 64 edició del Festival de Cinema de Sant Sebastià, i basada en la història real de la metgessa francesa Irène Frachon qui el 2010 va denunciar els greus efectes secundaris d'un medicament que havia estat àmpliament prescrit. Durant aquest any 2016 també ha participat en el repartiment en dues pel·lícules de Hollywood protagonitzades per Tom Hanks, A Hologram for the King i en l'adaptació de la novel·la de Dan Brown, Inferno on Knundsen interpreta el paper de cap de l'OMS al costat de l'actor estatunidenc i Felicity Jones, com ajudant del professor.
Posteriorment, ha seguit treballant tant al cinema fora de les fronteres daneses amb The Eternal Road (2017) o Les Traducteurs (2019), com amb pel·lícules fetes al seu país com Undtagelsen o Kød og blod. Tanmateix, també ha treballat a televisió en sèries com Westworld, The accident o Roadkill amb Hugh Laurie. A part de posar veu a una dona danesa en un capítol de la famosa sèrie Els Simpsons
La primavera de 2020, la plataforma Netflix va arribar a un acord amb Adam Price per reposar Borgen a la seva plataforma, el que provocaria l'èxit de la sèrie en països on encara no s'havia pogut veure com Argentina, així com per rodar una quarta temporada de la sèrie, que comptaria amb la presència de Knudsen que tornaria a encarnar Birgitte Nyborg.

## Filmografia

### Cinema
| Any  | Pel·lícula                                    | Personatge                      | Director                              | Notes |
| ---- | --------------------------------------------- | ------------------------------- | ------------------------------------- | --- |
| 1995 | Debut                                         |                                 | Jonas Elmer                           | Curtmetratge |
| 1997 | Let's Get Lost                                | Julie                           | Jonas Elmer                           | |
| 1997 | Thérapie russe                                | Mette                           | Eric Veniard                          | |
| 1997 | En stille død                                 | Sally                           | Jannik Johansen                       | Curtmetratge. |
| 1997 | Fanny Farveløs                                | Mother                          | Natasha Arthy                         | Curtmetratge. |
| 1998 | Motello                                       | Julie                           | Steen Rasmussen & Michael Wikke       | |
| 1999 | Den eneste ene                                | Sus                             | Susanne Bier                          | Millor actriu dels Premis Bodil 2000. Millor actriu dels Danish Film Awards 2000.                                                            |
| 1999 | Mifunes sidste sang                           | Bibbi                           | Søren Kragh-Jacobsen                  | |
| 2000 | Mirakel                                       | Mona Petersen                   | Natasha Arthy                         | |
| 2000 | Max                                           | Sarah 'Max' Engell              | Trine Piil Christensen                | |
| 2001 | Fukssvansen                                   | Rita                            | Niels Arden Oplev                     | |
| 2001 | Monas verden                                  | Mona                            | Jonas Elmer                           | Millor actriu dels Premis Bodil 2002. |
| 2002 | Klonkadonka!                                  | Molly                           | Adam Marko-Nord                       | Curtmetratge d'animació, veu. |
| 2002 | Drengen der ville gøre det umulige            | Woman                           | Jannik Hastrup                        | |
| 2003 | Se til venstre, der er en svensker            | Katrine                         | Natasha Arthy                         | Nominada a millor actriu dels Danish Film Awards 2004.                                                                                       |
| 2003 | Dogville: The Pilot                           | Grace                           | Lars von Trier                        | Curtmetratge |
| 2004 | Villa Paranoia                                | Olga Holmgård                   | Erik Clausen                          | |
| 2004 | Fakiren fra Bilbao                            | Louise                          | Peter Flinth                          | |
| 2004 | Bjørno & Bingo                                | Bingo                           | Sabine Ravn                           | Curtmetratge d'animació, veu. |
| 2006 | Efter brylluppet                              | Helene Hansson                  | Susanne Bier                          | Nominada a millor actriu dels Premis Bodil 2007. Nominada a millor actriu dels Danish Film Awards 2007. Millor actriu dels Zulu Awards 2007. |
| 2007 | Til døden os skiller                          | Bente                           | Paprika Steen                         | |
| 2008 | Blå mænd                                      | Lotte                           | Rasmus Heide                          | Millor actriu secundària dels Zulu Awards 2009.                                                                                              |
| 2009 | Over gaden under vandet                       | Anne                            | Charlotte Sieling                     | |
| 2009 | Æblet & ormen                                 | Sylvia                          | Anders Morgenthaler & Mads Juul       | Pel·lícula d'animació, veu. |
| 2010 | Parterapi                                     | Puk Agerbo                      | Kenneth Kainz                         | Millor actriu dels Zulu Awards 2011. |
| 2012 | Sover Dolly på ryggen ?                       | Sandra                          | Hella Joof                            | |
| 2014 | The Duke of Burgundy                          | Cynthia                         | Peter Strickland                      | Nominada a millor actriu del Halfway Award 2015. Millor actriu del Festival de Cinema de Torí 2014.                                          |
| 2014 | Speed Walking                                 | Lizzi                           | Niels Arden Oplev                     | Nominada a millor actriu secundària dels Premis Bodil 2015. Nominada a millor actriu dels Danish Film Awards 2015.                           |
| 2015 | El Jutge (L'Hermine)                          | Ditte Lorensen-Coteret          | Christian Vincent                     | César a la millor actriu secundària 2016. |
| 2016 | La doctora de Brest (La Fille de Brest)       | Irène Frachon                   | Emmanuelle Bercot                     | Nominada al César a la millor actriu 2017. Nominada a millor actriu dels Premis Lumières 2017.                                               |
| 2016 | Inferno                                       | Dr Elizabeth Sinskey            | Ron Howard                            | |
| 2016 | Tot esperant el Rei (A Hologram for the King) | Hanne                           | Tom Tykwer                            | |
| 2017 | Ikitie                                        | Sara                            | Antti-Jussi Annila                    | Millor actriu secundària dels Jussi Awards 2018.                                                                                             |
| 2018 | Vitello                                       | Vitello's Mother                | Dorte Bengtson                        | Pel·lícula d'animació, veu. |
| 2018 | Holly på sommerøen                            | Charlotte                       | Karla Nor Holmbäck                    | Pel·lícula d'animació, veu. |
| 2018 | In Fabric                                     | Jill                            | Peter Strickland                      | |
| 2019 | Kaptajn Bimse                                 | Sophie                          | Thomas Borch Nielsen & Kirsten Skytte | Pel·lícula d'animació, veu. |
| 2019 | Askeladden i Soria Moria slott                | Ohlmann                         | Mikkel Brænne Sandemose               | |
| 2019 | The Exception (Undtagelsen)                   | Anne-Lise                       | Jesper W. Nielsen                     | Nominada a millor actriu secundària dels Premis Bodil 2021. Nominada a millor actriu secundària dels Danish film Awards 2021.                |
| 2019 | Els traductors (Les Traducteurs)              | Helene Tuxen                    | Régis Roinsard                        | |
| 2020 | Wildland (Kød og blod)                        | Bodil                           | Jeanette Nordahl                      | Millor actriu secundària dels Premis Bodil 2021. Nominada a millor actriu secundària dels Danish film Awards 2021.                           |
| 2020 | Limbo                                         | Helga                           | Ben Sharrock                          | |
| 2022 | Juste ciel!                                   | Mare Joséphine de la Rédemption | Laurent Tirard                        | |
| 2023 | Club Zero                                     | Ms. Dorset                      | Jessica Hausner                       | |
| 2023 | Woaca                                         | Woaca                           | Mackenzie Davis                       | Curtmetratge |
| 2023 | Ehrengard: The Art of Seduction               | La Gran Duquesa                 | Bille August                          | |
| 2024 | Vogter                                        | Eva                             | Gustav Möller                         | |
| 2024 | Le fil                                        | Maître Annie Debret             | Daniel Auteuil                        | |

### Televisió
| Any       | Títol                            | Personatge            | Director              | Notes                                      |
| --------- | -------------------------------- | --------------------- | --------------------- | ------------------------------------------ |
| 1995      | Juletestamentet                  | Mercedes              | Nikolaj Cederholm     | Sèrie, 23 episodis.                        |
| 1996      | Charlot og Charlotte             | Helle                 | Ole Bornedal          | Sèrie, 1 episodi                           |
| 1997      | Drengen de kaldte Kylling        | Mercedes              | Natasha Arthy         | Minisèrie, 5 episodis.                     |
| 1997      | Taxa                             | Milla                 | Anders Refn           | Sèrie, 1 episodi.                          |
| 1997      | Gufol mysteriet                  | Weeping Woman         | Morten Lorentzen      | Sèrie, 1 episodi.                          |
| 1998      | Strisser på Samsø                | Hanne Jensen          | Eddie Thomas Petersen | Sèrie, 2 episodis.                         |
| 2004      | Proof                            | Nina Kutpreka         | Ciaran Donnelly       | Sèrie, 4 episodis.                         |
| 2010-2013 | Borgen                           | Birgitte Nyborg       | Jesper W. Nielsen     | Sèrie de televisió, 38 episodis, completa. |
| 2014      | 1864                             | Johanne Luise Heiberg | Ole Bornedal          | Minisèrie, 6 episodis.                     |
| 2016      | Westworld                        | Theresa Cullen        | Jonathan Nolan        | Sèrie, 8 episodis.                         |
| 2017      | Philip K. Dick's Electric Dreams | Jill                  | Marc Munden           | Episodi: "Crazy Diamond"                   |
| 2018      | Els Simpson (The Simpsons)       | Dona danesa           | Michael Polcino       | Episodi: Throw Grampa from the Dane        |
| 2018      | Vitello                          | Mare de Vitello       | Dorte Bengtson        | Sèrie. 13 episodis, completa               |
| 2019      | The Accident                     | Harriet Paulsen       | Sandra Goldbacher     | Minisèrie, 4 episodis, completa.           |
| 2020      | Roadkill                         | Madeleine Halle       | Michael Keillor       | Minisèrie, 4 episodis, completa.           |
| 2021      | Ted Lasso                        | Bridget               | Brendan Hunt          | Sèrie, 1 episodi.                          |
| 2022      | 50 nuances de Grecs              | Freya                 | Mathieu Signolet      | Sèrie, 2 episodis.                         |
| 2023      | Agent                            | Ella mateixa          | Nikolaj Lie Kaas      | Sèrie, 1 episodi.                          |